# Katharine, vévodkyně z Kentu
Katharine, vévodkyně z Kentu (rozená Katharine Lucy Mary Worsley, * 22. února 1933, Hovingham Hall, Yorkshire, Spojené království) je členkou britské královské rodiny a manželkou britského prince Edwarda, bratrance královny Alžběty II. a vnuka krále Jiřího V.
Narodila se do šlechtické rodiny Worsleyů, vystudovala hudbu v Oxfordu a pracovala jako učitelka v mateřské škole. V roce 1961 se provdala za prince Edwarda, vévodu z Kentu. Je prvním členem královské rodiny, který veřejně konvertoval ke katolické církvi (1994). Velkou část svého života zasvětila umění, je vynikající hudebnicí, patronkou mnoha hudebních organizací a aktivně se podílí na veřejném životě a charitativní činnosti. V roce 2002 se oficiálně stáhla z veřejného života poté, co více než třicet let neúnavně reprezentovala královskou rodinu a cestovala po světě s dětskou charitativní organizací UNICEF. Od té doby vystupuje v soukromém i pracovním životě pod jménem Katherine Kent nebo Katherine vévodkyně z Kentu, přestože jí oficiálně náleží oslovení Její královská Výsost. V roce 2022 se po smrti královny Alžběty II. stala nejstarší žijící členkou britské královské rodiny.

## Život

### Mládí a studia
Narodila se jako Katharine Lucy Mary Worsley 22. února 1933 v Hovinghamu v severním Yorkshiru a je jedinou dcerou a nejmladším ze čtyř dětí sira Williama Arthingtona Worsleyho a Joyce Morgan Brunner. Vyrůstala v Hovingham Hall u Yorku, který patřil její rodině od počátku 18. století. Její pradědeček z matčiny strany, sir John Brunner, 1. baronet, založil společnost Brunner Mond, z níž se později stala Imperial Chemical Industries, která byla dříve jednou z největších společností ve Velké Británii. Její dědeček sir John Brunner, 2. baronet, byl politikem britské Liberální strany a poslancem za Leigh v Lancashiru.
Do svých deseti let nezískala žádné formální vzdělání. Poté se vzdělávala na Queen Margaret's School v Yorku a na Runton Hill School v severním Norfolku. Ve škole se věnovala hře na klavír, housle a varhany, což odstartovalo její celoživotní vášeň pro hudbu. Nějakou dobu pracovala v dětském domově v Yorku a v mateřské škole v Londýně. Nepodařilo se jí dostat na Královskou hudební akademii, tak studovala hudbu v Oxfordu.

### Sňatek
Když jí bylo 24 let, seznámila se na soukromém večírku s vévodou z Kentu, který sloužil se svým plukem nedaleko jejího rodinného domu. Chtěli se hned vzít, ale její otec je požádal, aby počkali. O pět let později, v březnu 1961, pár oznámil své zasnoubení a v červnu se vzali. Katharine Worsley  byla první ženou bez titulu, která se po více než sto letech provdala do královské rodiny.
Svatby se zúčastnila královna, královna matka, vévoda z Edinburghu, princ Charles a princezna Anna byla družička. Na svatbě byli přítomni také členové královské rodiny z Dánska, Řecka, Nizozemska a Norska. Právě na této svatbě se měl budoucí španělský král Juan Carlos seznámit se svou královskou nevěstou, řeckou a dánskou princeznou Sofií.
Nová vévodkyně z Kentu měla svatební šaty navržené irským návrhářem Johnem Cavanaghem. Vévoda a vévodkyně porušili královské zvyklosti, když se rozhodli uzavřít sňatek v York Minster, místo aby pokračovali v dlouholeté tradici svateb ve Westminsterském opatství. Jednalo se o první královskou svatbu po více než 600 letech.
V době, kdy její manžel sloužil v armádě, mladá vévodkyně následovala svého muže, když byl vyslán do Hongkongu a Německa. Manželé spolu mají tři děti, které nepracují v královské rodině. V roce 1975 se vévodkyně z Kentu nakazila zarděnkami a potratila a o dva roky později se jí narodil mrtvý syn. Tato tragédie ji uvrhla do těžké deprese, o níž veřejně promluvila v roce 1997.

### Přestup ke katolické církvi
Původně byla anglikánka, v roce 1994 konvertovala k římskokatolické víře. Po více než 300 letech je tak prvním členem britské královské rodiny, který se k takovému kroku rozhodl. Stalo se tak poprvé od přijetí zákona o nástupnictví v roce 1701, který z něj vylučuje osoby římskokatolického vyznání nebo ty, které s katolíkem vstoupí do manželství. Manžela Kathariny, prince Edwarda, však její rozhodnutí z nástupnictví nevylučuje, protože zákon nehovoří o manželství, na jehož počátku je partner nástupce anglikánem a římským katolíkem se stane později.
Právě v roce 1994, kdy Katharine konvertovala, nastal v anglikánské církvi historický zlom – poprvé umožnila kněžské svěcení žen. Církví však z tohoto důvodu zmítaly spory. Mluvčí vévodkyně uvedl, že její konverze je výsledkem dlouho zvažovaného osobního rozhodnutí a s vnitrocírkevními kontroverzními otázkami nemá nic společného. Do římskokatolické církve byla vévodkyně přijata při soukromé mši, kterou vedl kardinál Basil Hume.

### Pozdější léta

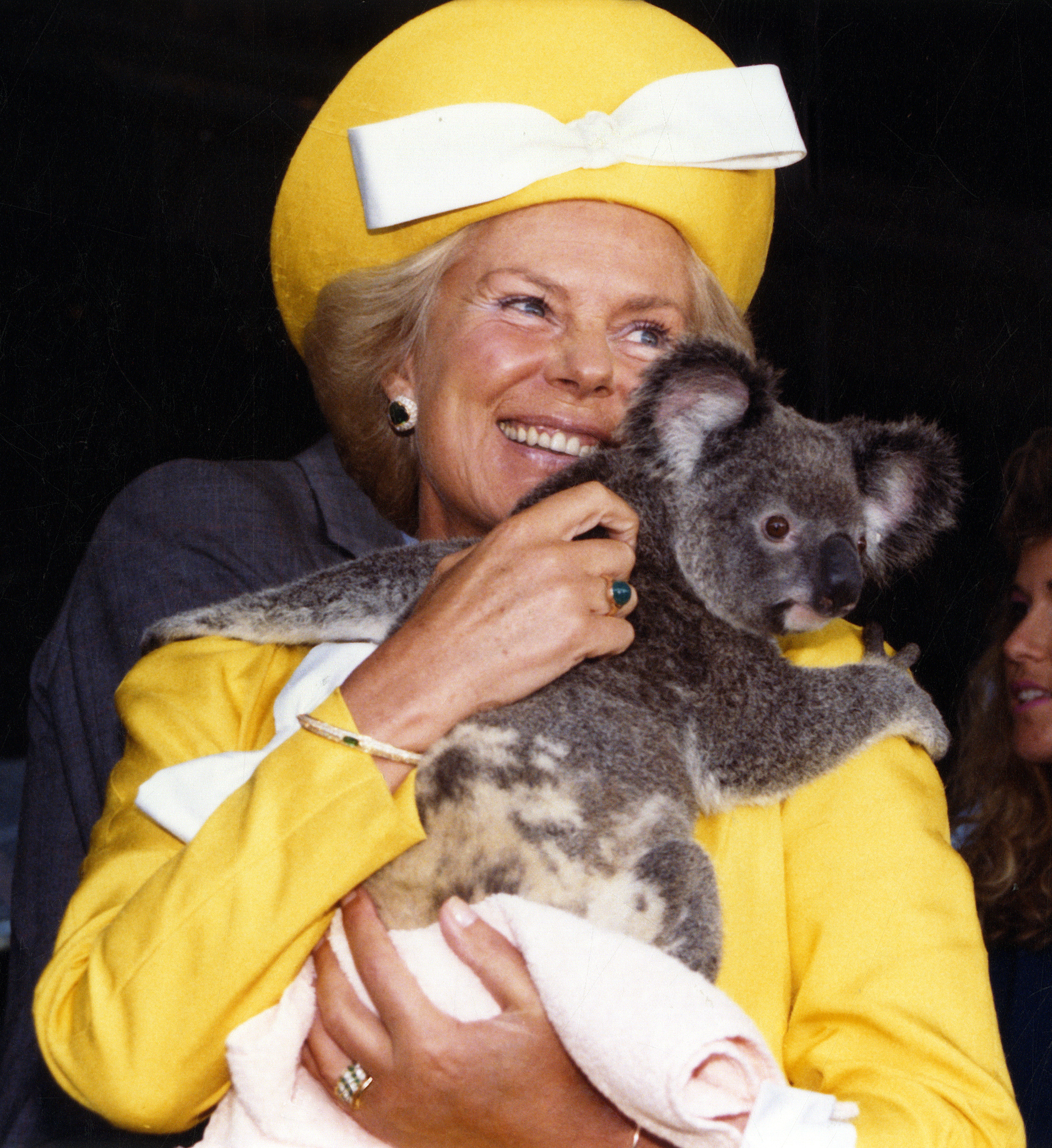
Katharine, vévodkyně z Kentu na Světové výstavě 1988 v Brisbane

Se svým manželem vévodou po léta předávala ceny finalistům ve Wimbledonu. V současné době tuto funkci vykonává Catherine, princezna z Walesu.
V roce 1978 byla vévodkyně na několik týdnů hospitalizována kvůli nervovému vypětí. BBC uvedla, že vévodkyně trpí celiakií a virem Epsteina-Barrové, jejichž příznaky se podobají příznakům ME (myalgické encefalomyelitidy, známé také jako chronický únavový syndrom).
V roce 1996 se vévodkyně stáhla z královských povinností a přijala místo učitelky hudby na základní škole Wansbeck v Kingston upon Hull, přičemž se jí podařilo svou královskou identitu před žáky utajit. Poskytovala také hodiny klavíru v pronajatém ateliérovém bytě nedaleko svého oficiálního sídla v Kensingtonském paláci. Výukou hudby strávila třináct let a zjistila, kolik talentovaných dětí a mladých lidí potřebuje větší finanční podporu, aby mohli využít svůj hudební potenciál.
Vévodkyně z Kentu se v roce 2002 poté, co více než třicet let sloužila monarchii, rozhodla, že sama nebude používat titul Její královská Výsost a omezí své královské povinnosti. Od té doby se jí neformálně říká Katharine Kent nebo Katharine, vévodkyně z Kentu. Její manžel zůstal nadále pracujícím členem královské rodiny.
Navzdory svému rozhodnutí ustoupit z veřejného života se vévodkyně nadále objevovala na významných událostech, včetně svatby prince Williama a Catherine Middleton v roce 2011, koncertu v Buckinghamském paláci a děkovné bohoslužby v katedrále svatého Pavla během oslav královnina diamantového jubilea v roce 2012 a svatby prince Harryho a Meghan Markle v roce 2018. Nepřipojila se však ke svému manželovi vévodovi z Kentu na pohřbu královny Alžběty v září 2022, ani na korunovaci krále Karla III. v květnu 2023.

## Charitativní činnost
Katharine se po celý život angažovala v různých charitativních projektech. Je patronkou mnoha charitativních organizací, včetně Londýnského filharmonického orchestru, Královské hudební akademie a Královského národního záchranného institutu. V roce 1977 založila Kentskou hudební školu, která poskytuje hudební vzdělání mladým lidem v okolí.
V roce 2004 založila spolu s Nicholasem Robinsonem charitativní organizaci Future Talent, jejímž cílem je pomáhat nadaným dětem rozvíjet jejich hudební schopnosti a dát každému dítěti stejnou příležitost uspět v hudbě. Charita nyní spolupracuje s orchestry, jako je Hallé v Manchesteru, a propojuje je se základními a středními školami. Tato charitativní organizace se spojila s britským Národním dětským sborem a nabízí talentovaným mladým zpěvákům z nízkopříjmových rodin nové stipendium, které jim umožní účastnit se rezidenčních pobytů během velikonočních a letních školních prázdnin. Příjemci stipendia dostanou také příležitosti od obou organizací, včetně vystoupení, workshopů, mistrovských kurzů a nahrávání.
V letech 1999 až 2007 byla ředitelkou National Foundation for Youth Music a působila jako prezidentka Royal Northern College of Music. Po celých 30 let vévodkyně neúnavně reprezentovala královskou rodinu a cestovala po světě s dětskou charitativní organizací UNICEF.

## Zajímavosti
Poté co Jana Novotná prohrála finále Wimbledonu 1993 se Steffi Grafovou, ačkoli ve třetí sadě vedla 4–1 a 40:15, rozplakala se na rameni vévodkyně z Kentu při převzetí trofeje. Vévodkyně ji utěšila a Češce sdělila, že Wimbledon vyhraje. Na dotaz BBC, zdali byla taková vstřícnost vhodná od členky královské rodiny, reagovala slovy, že se jednalo o přirozenou lidskou reakci. Událost z druhého nejdelšího wimbledonského finále žen byla připomenuta v roce 2017, v souvislosti s úmrtím Novotné na rakovinu vaječníku, kdy vévodkyně vyjádřila lítost ve veřejném prohlášení.

## Rodina
Vévodkyně z Kentu porodila čtyři děti, nejmladší syn se však narodil mrtvý:
- 1. George Windsor, hrabě ze St. Andrews (* 26. 6. 1962 Iver)
  - ⚭ 1988 Sylvana Tomaselliová (* 28. 5. 1957 Placentia, Newfoundland a Labrador)
- 2. Helen Windsor (* 24. 4. 1964 Iver)
  - ⚭ 1992 Timothy Taylor (* 8. 8. 1963)
- 3. Nicholas Windsor (* 25. 7. 1970 Londýn)
  - ⚭ 2006 Paola Louise Marica Doimiová de Lupis (* 7. 8. 1969 Londýn)
- 4. Patrick (*/† 5. 10. 1977)